# Église d'Halikko
L’église d'Halikko (finnois : Halikon kirkko) est une église luthérienne située dans le quartier d'Halikko à Salo en Finlande.

## Architecture
On estime que l'édifice est construit en 1440 en l'honneur de Brigitte de Suède.
Elle est l'une des 73 églises datant du Moyen Âge en Finlande.
À la suite de la réforme protestante, les murs de l'église sont peints à la chaux pour masquer les peintures catholiques.
Au XVIIe siècle, l'église est en mauvais état et s'avère trop petite.
Maria Katariina Armfelt la fait agrandir en 1799, mais cela étant insuffisant, John Sundsten construit un nouveau  chœur sur le côté oriental.
Dans les années 1813–1815, Charles Bassi dessine les plans pour agrandir encore plus l'église.
L'église médiévale prend alors un style néoclassique.
De nombreuses modifications ne plaisant pas aux paroissiens dans les deux décennies suivantes les peintures doriques des murs sont masquées et les colonnes de style Empire sont détruites.
La Direction des musées de Finlande a classé l'église et son environnement parmi les sites culturels construits d'intérêt national.